# 鈴木嘉仁
鈴木 嘉仁（すずき よしひと、1995年3月13日 - ）は日本の俳優。埼玉県出身。
黒田アーサー監修のSTYLISH BOYSにも在籍している。

## 出演

### 舞台
2013年
- 「STUDENT」演出・須田佑大 (エアースタジオ)
- 「あなたに贈るキス」 演出・町田誠也 (シアターサンモール)

2014年
- 「信長」演出・藤森一朗 (全労済ホールスペースゼロ)
- 「SAORI」演出・大橋由紀子 (アクアスタジオ)
- 「GO!JET!GO!GO!特別版」 監修 藤森一朗 (アクアスタジオ)
- 「ブラックジャックによろしく〜がん患者編〜」演出・久保田昌(六行会ホール)

2015年
- Artist Japan Next Vol.2 「星の王子さま」 演出・笹部博司 (DDD AOYAMA CROSS THEATER)
- 「魅惑のチェーホフ」演出・石丸さち子 (DDD AOYAMA CROSS THEATER)
- 藤間勘十郎文芸シリーズ　其の弐「南総里見八犬伝」演出・藤間勘十郎 (DDD AOYAMA CROSS THEATER)

### CM
- 日本赤十字社 ハタチの献血「ふたりのえみちゃん」編

### 短編映画
- 「後ろむきの青」

### その他
- Artist Japan Next Vol.1 「ハムレット」演出助手 (テアトルBONBON)
- Artist Japan Next Vol.2 「星の王子さま」演出助手 (DDD AOYAMA CROSS THEATER)
- Artist Japan Next Vol.4  「恐るべき子供たち」演出助手(亀戸カメリアホール)
- 「祈り2015」舞台監督(亀戸カメリアホール)